# Fluorocytozyna
Fluorocytozyna (5-fluorocytozyna, FC) – organiczny związek chemiczny z grupy analogów pirymidyny. Od naturalnej cytozyny różni się obecnością atomu fluoru w pozycji 5. Pod nazwą flucytozyna stosowana jako lek przeciwgrzybiczny. Nie wykazuje działania przeciwbakteryjnego ani przeciwnowotworowego. Jest substratem do syntezy chemicznej fluorocytydyny i innych 5-fluorowych analogów pirymidyn i nukleozydów pirymidynowych.

## Zastosowania medyczne

### Mechanizm działania
Fluorocytozyna zaburza proces syntezy DNA oraz blokuje biosyntezę białek. Komórki drobnoustrojów wrażliwych na 5-fluorocytozynę pobierają ją aktywnie i przy udziale deaminazy cytozyny przekształcają ją we fluorouracyl. Związek ten działa następnie na dwóch szlakach metabolicznych: może zostać przekształcony do 5-fluorodeoksyurydyno-5'-monofosforanu (FdUMP), który jest inhibitorem syntazy tymidylanowej i hamuje syntezę DNA; alternatywnie FC może zostać przekształcana w kilku etapach do fluorourydyny, która po fosforylacji do 5-fluorourydyno-5'-trifosforanu (FUTP) wbudowuje się do RNA grzybów (zamiast naturalnego UTP), co zakłóca syntezę białek.

### Spektrum aktywności
Flucytozyna jest aktywna przeciwko infekcjom grzybami z rodzajów:
- Candida spp.
- Cryptococcus spp.
- Cladosporium
- Phialophora

Działanie grzybostatczne jest tym większe, im więcej fluorouracylu wbudowanego zostanie do RNA grzybów. W dłuższym kontakcie lek wykazuje działanie grzybobójcze. Podczas dłuższego podawania obserwuje się pojawienie oporności u szczepów pierwotnie wrażliwych. Dlatego nie należy stosować leku profilaktycznie. Flucytozynę podaje się zazwyczaj w czasie kuracji razem z amfoterycyną B. Jednoczesne stosowanie tych dwóch substancji prowadzi do nasilenia działania obu leków przeciw patogenom.

### Dawkowanie
W dawkach co 6 godzin 50–150 mg na dobę na kilogram masy ciała. Czas leczenia powinien trwać 4–6 tygodni, w zależności od rodzaju infekcji i jej nasilenia. W kryptokokozie lek należy podawać przez 12 tygodni.

### Działania niepożądane
Flucytozyna jest na ogół dobrze tolerowana przez pacjentów. Najczęściej występującymi skutkami ubocznymi są nudności, wymioty, wysypka skórna i biegunka. Rzadziej są to omamy, bóle głowy, zaburzenia aktywności enzymów wątrobowych, zapalenie wątroby, czy martwica komórek wątrobowych. W przebiegu leczenia obserwowano również zmiany w obrazie krwi obwodowej, głównie leukopenię, trombocytopenię i agranulocytozę. U pacjentów z niedoborami odporności, w tym u chorych na AIDS, zauważono zahamowanie czynności szpiku kostnego.

### Interakcje
- Arbinozyd cytozyny (lek cytostatyczny) powoduje zanik grzybobójczego działania flucytozyny.
- Roztwory zawierające flucytozynę i amfoterycynę B należy podawać w osobnych wlewach z powodu niezgodności.

### Preparaty
- Ancotil – tabletki lub 1% roztwór do wstrzykiwań (10 mg/1 ml). Lek dostępny m.in. we Francji (możliwość importowania przez francuskie i niemieckie apteki, gdzie honorowane są polskie recepty).